# Alegeri în Brazilia
Brazilia alege la nivel național un șef de stat - președinte - și un legislativ. Președintele este ales pentru un mandat de patru ani de către oameni.Congresul Național (Congresso Nacional) are două camere. Camera Deputaților (Câmara dos Deputados) are 513 membri, aleși pentru un mandat de patru ani, prin reprezentarea proporțională. Senatul federal (Senado Federalal) are 81 de membri, aleși pentru un termen de opt ani, cu alegeri la fiecare patru ani, alternativ, pentru o treime și două treimi din locuri. Brazilia are un sistem multi-parte, cu astfel de părți numeroase care de multe ori nici un partid nu o are o șansă de a câștiga puterea singur, și astfel trebuie să lucreze cu ele pentru a forma guverne de coaliție.

## Mașinile de vot braziliene
Brazilia a fost prima țară din lume de a avea alegeri complet electronice. Votul electronic a fost introdus în Brazilia în 1996, atunci când primele teste au fost efectuate în statul Santa Catarina. Scopul principal al mașinii de vot brazilian este simplitatea sa extremă, încercând să fie cât mai simplă precum o cabina de telefon public.
Mașini de vot din Brazilia s-au dezvoltat în primul rând, în 1996 printr-un parteneriat brazilian format din trei companii OMNITECH (cunoscut anterior ca TDA), Microbase și Unisys do Brasil participa RFP EST pentru alegerile braziliene în 1996. Această mașină a fost un IBM PC compatibil 80386 adaptată pentru a funcționa ca o mașină de vot, și a fost cunoscută sub numele de UE96. În 1998, Diebold-Procomp, Microbase și Samurai (cunoscut anterior ca OMNITECH), echipă pentru a produce UE98. Din nou în 2000, Microbase și Diebold-Procomp UE2000 dezvoltat împreună. În 2000, Brazilia a realizat primele alegeri complet automatizate.
Sistemul de operare original a fost VirtuOS, similar cu DOS, dar completat cu multi-tasking, și a fost dezvoltat de Microbase. A fost folosit în 1996, 1998 și 2000. În 2002, Unisys a fost în imposibilitatea de a reînnoi parteneriatul cu Microbase, și Microsoft Windows CE cu condiția ca sistemul de operare gratuit. În 2004, Diebold-Procomp a decis să migreze la Linux ca o măsură de reducere a costurilor.
Mașina de vot braziliană acumulează primele trei etape (de identificare alegător, vot secret și rezultatele în fiecare masina), într-un singur proces, ca și atunci când poate elimina documentele publice care au fost considerate ca o sursă de fraudă. Prin urmare, rămân încă unele întrebări cu privire la securitatea sistemului de vot electronic, dar nici un caz de fraudă electorală a fost descoperit:
1. Criticii susțin că aceștia să nu producă un vot tipărit verificat de către alegători care ar permite un audit al numărării voturilor. Acest lucru le face extrem de dependentă de încrederea în software-ul. Program de aplicație care verifică integritatea internă a sistemului este ea însăși vulnerabilă la adulterations.  Un raport de inspecție al orașului Sto. Estevão, Bahia a descris sistemul de sigilii și închiderea casetei la fel de simplu și care permite accesul la priza a cartușului de memorie internă.
2. Nu este posibil să verifice programele mașinii de vot, pentru că Curtea Supremă Electorală din Brazilia (EST) nu permite acest lucru. Cu toate acestea, partidele politice au acces la programele mașinii de vot înainte de alegerile pentru audit.
3. Există posibilitatea să se încalce  votul, deoarece numărul alegătorilor este scris într-o singură mașină care este conectată la mașina de vot, dar nu este posibil să știe că acesta înseamnă că este același nume (persoană)clarificare.
4. Oamenii care lucrează în secția de votare pot vota pentru alegătorii absenți. Cu toate acestea, secțiile de votare au lucrători aleși la întâmplare din populație ca un mijloc de a preveni acest tip de fraudă.

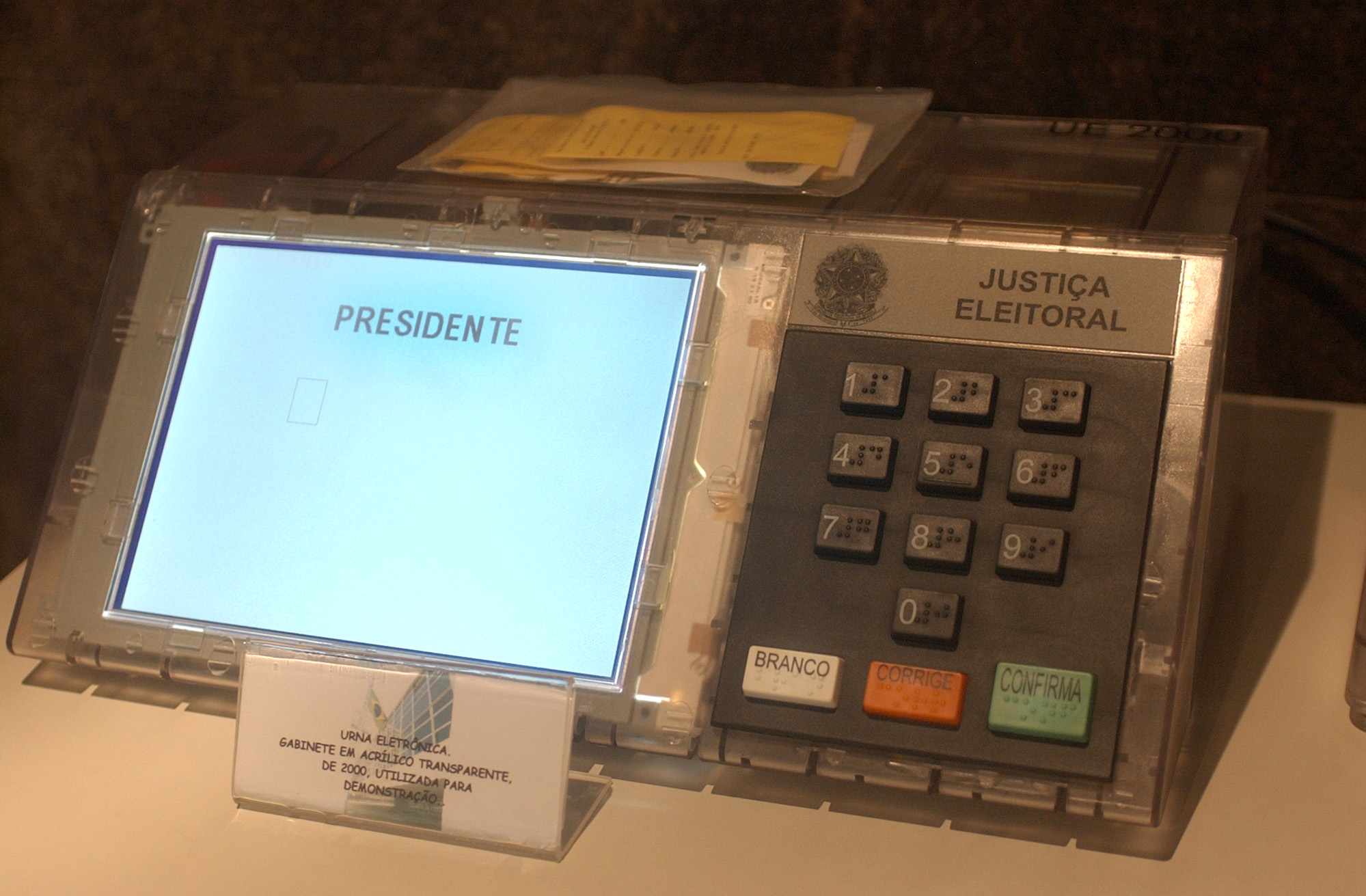
UE 2000 transparente prototip. Mașină de vot braziliană produsă de Diebold-Procomp și utilizată în alegerile generale din octombrie 2000. alegerile generale.

Sistem de vot a fost acceptat pe scară largă, datorită în mare parte faptului că accelerează numărarea voturilor turbat. La alegerile prezidențiale din 1989 între Fernando Collor de Mello și Luiz Inácio Lula da Silva, numărarea voturilor necesare a durat nouă zile. În alegerile generale din 2002, numărul necesar pentru numărare a fost de mai puțin de 12 de ore. În unele orașe mai mici, rezultatele alegerilor sunt cunoscute cu câteva minute după închiderea buletinelor de vot.
Susținătorii votului electronic susțin că, chiar dacă s-ar fi vrut frauda în mod intenționat în mașini, ar fi imposibil să efectueze o fraudă îndelungată în astfel de durată mică de timp. Cu toate acestea, securitatea a fost întotdeauna o problemă, și Curtea Supremă Electorală din Brazilia (EST) sponsorizau cercetările care vizau îmbunătățirea acesteia. Codul sursă pentru software-ul de vot este privat și publicul nu este în măsură să-l examineze. Pentru a fi capabil să renumere voturile, un sistem de tipărire a fost dezvoltat și un nou sistem de înregistrare electoral planificat.
Brazilia dă mașinile altor țări pentru alegeri, de asemenea. Acestea au fost utilizate în Paraguay și Ecuador, și există planuri de a exporta mașini brevetate.
Curtea Supremă braziliană electorală (EST) testează o nouă mașină care are un ecran digital, astfel încât alegătorii trebuie doar să pună trei degete, care îi va identifica. Aceasta va face mult mai dificil să se realizeze voturi frauduloase pentru alegătorii absenți.
Cu toate acestea, Congresul Național din Brazilia trebuie să aprobe o lege pentru a schimba procesul de înregistrare electoral, pentru că atunci le vor înregistra amprentele lor în calculatoarele Curții Electorale. Scopul este de a avea această lege aprobată în totalitate până în iulie 2008, astfel încât alegerile din 2012 va utiliza acest nou sistem.

## Ultimele alegeri și referendumuri

### Referendumuri
Brazilia a organizat trei referendumuri naționale în istoria sa. În primul, care a avut loc la 06 ianuarie 1963, oamenii au votat pentru restabilirea sistemului prezidențial de guvernare (82% din buletinele de vot valide), care au fost modificate de un amendament constituțional în 1961. Un al doilea referendum, după cum a fost ordonat de către Constituția federală din 1988, a avut loc pe 21 aprilie 1993, când alegătorii au votat pentru o formă republicană de guvernământ, și a reafirmat sistemul prezidențial.
Un al treilea referendum național, privind interzicerea comerțului de arme de foc cu caracter personal și munițiilor, a avut loc pe 23 octombrie 2005. Propunerea a fost respinsă de către 64% din electorat.